# Days (堀江由衣の曲)
『Days』（デイズ）は、堀江由衣の7作目のシングル。2007年5月2日、スターチャイルド（キングレコード）より発売。初回限定盤はデジパック仕様・「Days」のPVを収録したDVD付き。

## 概要
- 前作「ヒカリ」から1年ぶりのリリースとなる、2007年1作目のシングル。表題曲「Days」は、テレビアニメ『ながされて藍蘭島』のオープニングテーマとなっている。
- カップリングの「say cheese!」は同アニメのエンディングテーマとなっている。
- 前作「ヒカリ」から売上は落ちたものの、2作連続TOP10にランクインした。
- このランクインがきっかけでフジテレビ系列「HEY!HEY!HEY! MUSIC CHAMP」のRANK-INのコーナーに出演。（2007年5月14日放送分）

## 収録曲
1. Days
  - 作詞：田代智一・すやまちえこ、作曲：田代智一、編曲：安藤高弘
2. Say cheese!
  - 作詞：田代智一・すやまちえこ、作曲：田代智一、編曲：近藤昭雄
3. Days（off vocal version）
4. Say cheese!（off vocal version）

## タイアップ
| 曲名        | タイアップ                                   |
| ----------- | -------------------------------------------- |
| Days        | アニメ『ながされて藍蘭島』オープニングテーマ |
| Say cheese! | アニメ『ながされて藍蘭島』エンディングテーマ |

## 収録アルバム
| 曲名        | 収録アルバム   | 発売日        | 備考                                   |
| ----------- | -------------- | ------------- | -------------------------------------- |
| Days        | 『Darling』    | 2008年1月30日 | 6thオリジナルアルバム                  |
| Days        | 『BEST ALBUM』 | 2012年9月20日 | 2ndベストアルバム                      |
| Say cheese! | 『Darling』    | 2008年1月30日 | 6thオリジナルアルバム                  |
| Say cheese! | 『BEST ALBUM』 | 2012年9月20日 | 2ndベストアルバム 初回限定版のみ収録。 |